# Tegalharjo (Eromoko)
Tegalharjo is een bestuurslaag in het regentschap Wonogiri van de provincie Midden-Java, Indonesië. Tegalharjo telt 1368 inwoners (volkstelling 2010).